# Cantó de Maripasoula
El cantó de Maripasoula és una antiga divisió administrativa francesa situat a la regió d'ultramar de la Guaiana Francesa. Va desaparèixer el 2015.

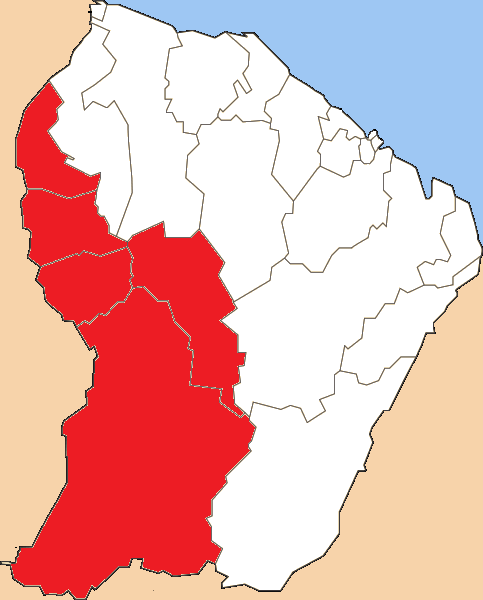
Cantó de Maripasoula

## Composició
El cantó aplega les comunes de:
- Apatou
- Grand-Santi
- Maripasoula
- Papaichton
- Saül

## Història
| Data d'elecció                           | Identitat      | Partit        | Qualitat |
| ---------------------------------------- | -------------- | ------------- | -------- |
| 2001-2015                                | Jocelyn Agelas | Divers droite |          |
| les dades anteriors no són pas conegudes |                |               |          |
|                                          |                |               |          |